# Stewart Menzies

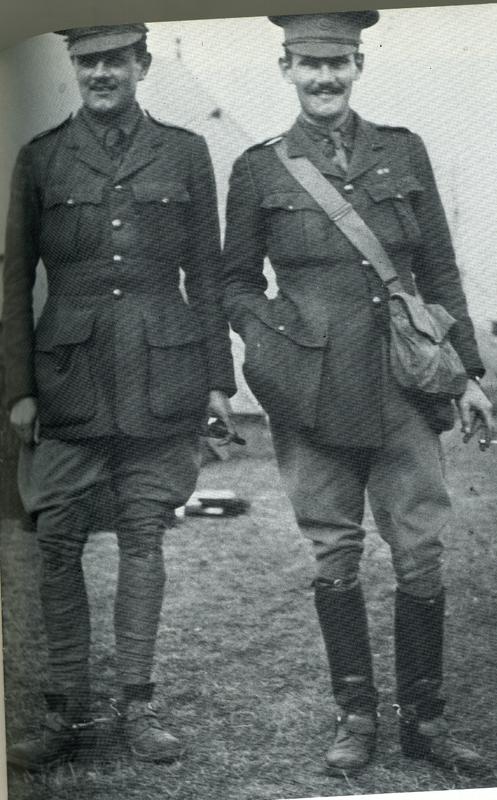
Keith en Stewart Menzies in 1914

Sir Stewart Graham Menzies (Londen, 30 januari 1890 – aldaar, 29 mei 1968) was het hoofd van MI6, de Britse geheime dienst, van 1939 tot 1952.

## Levensloop
Stewart Graham Menzies was de tweede zoon van de rijke John Graham Menzies en van Susannah West Wilson, dochter van de reder Arthur Wilson. Zijn grootvader, Graham Menzies, was whiskyproducent. Het echtpaar Menzies-Wilson was bevriend met koning Edward VII. Er liep toen een (waarschijnlijk vals) gerucht dat Edward de biologische vader van Stewart was. John Menzies leefde losbandig en verkwistte een groot deel van het familiefortuin. Toen hij in 1911 stierf aan tuberculose, bleef er maar weinig meer te erven. 
Menzies liep school in Eton College en muntte er uit in sportbeoefening, jacht en cross-countryrennen. Hij won prijzen voor zijn resultaten in talen en werd als een uitstekende allroundstudent beschouwd. Hij verliet Eton in 1909.
Na Eton werd hij ingelijfd in het Britse leger, eerst als onderluitenant bij de Grenadier Guards en na een jaar als luitenant bij de Life Guards. 
De Eerste Wereldoorlog bracht hem onvermijdelijk In Flander's Fields. In oktober 1914 werd hij gewond in Zandvoorde maar vocht niettemin mee in november tijdens de Eerste Slag om Ieper, waarbij hij tot kapitein werd bevorderd. Koning George V spelde hem persoonlijk de DSO op. 
In 1915, bij de Tweede Slag om Ieper, werd zijn regiment gedecimeerd. Hijzelf werd erg getroffen door een gasaanval en werd ontslagen van actieve militaire dienst.

## Geheime dienst
Menzies werd lid van de contraspionage bij veldmaarschalk Douglas Haig. Einde 1917 rapporteerde hij dat het hoofd van zijn dienst, brigadier John Charteris, knoeide met de inlichtingsgegevens, wat tot diens ontslag leidde. Als gevolg van deze discrete klokkenluidersactiviteit werd Menzies tot majoor bevorderd. 
Bij het einde van de oorlog trad hij toe tot MI6 of, zoals het toen heette, SIS. Hij nam deel aan de Vredesconferentie van 1919 in Versailles.
Hij was ondertussen bevorderd tot luitenant-kolonel. Binnen MI6 werd hij onderdirecteur voor bijzondere inlichtingsopdrachten. In 1924 werd admiraal Hugh Sinclair directeur-generaal van MI6 en in 1929 benoemde hij Menzies, ondertussen tot kolonel bevorderd, tot zijn adjunct. 

## Hoofd van MI6
In 1939 overleed admiraal Sinclair en onmiddellijk werd Menzies als zijn opvolger benoemd. In voorbereiding tot de nakende oorlog gaf hij aanzienlijke uitbreiding aan de inlichtingendiensten en de contraspionage. Hij organiseerde in Bletchley Park de activiteiten van het breken van de geheime nazicodes, waar Alan Turing actief was. Na de Eerste Wereldoorlog waren de inlichtingendiensten sterk verminderd, zodat hij als eerste opdracht had de budgetten aanzienlijk te doen verhogen.
De controle over de codebrekingsactiviteiten gaf aan Menzies een aanzienlijke invloed en macht. Doordat hij besliste over de distributie van de verkregen informatie, maakte hij van MI6 een belangrijke entiteit binnen het Britse overheidsapparaat. Het breken van de nazicodes gaf een belangrijk strategisch voordeel aan de geallieerden, wat een geheim bleef dat pas in 1974 ruchtbaarheid kreeg. Pas dertig jaar na het einde van de oorlog gaf het boek van Frederick Winterbotham, The Ultra Secret, hierin inzicht.
Menzies bezorgde dagelijks informatie aan Winston Churchill, met wie hij aldus een nauwe vertrouwensrelatie opbouwde en met wie hij meer dan 1500 bijeenkomsten had. Hij kreeg hierdoor de zekerheid over de noodzakelijke budgetten te kunnen beschikken. Tegen 1945 telde Bletchley Park tienduizend medewerkers.
Menzies bleef de hele oorlog in Londen. Alleen in december 1942 reisde hij naar Algerije. Op 24 december 1942 werd François Darlan in Algiers vermoord. Hij was de tweede in bevel geweest in de collaborerende regering van maarschalk Philippe Petain en was net naar de geallieerden overgelopen. Menzies was, volgens de geruchten, bij die moord betrokken, hoewel dit nooit werd bewezen en er ook geen ernstig motief te vinden was.
In januari 1944 werd Menzies bevorderd tot generaal-majoor. Tegen die tijd leverde hij ook grote inspanningen om Duitse anti-nazigroepen en personen te contacteren en te organiseren. Persoonlijk nam hij het op zich admiraal Wilhelm Canaris, hoofd van de Duitse Abwehr, in zijn verzet aan te moedigen. De acties om binnen de door de nazi's bezette gebieden steun aan het verzet te verlenen, gebeurde in samenwerking met de Special Operations Executive (SOE), de Office of Strategic Services (OSS), de Forces Françaises Libres en andere verzetsgroepen op het continent, onder meer in België.

## Na 1945
Na de oorlog zette Menzies zich in om MI6 te reorganiseren in functie van de Koude Oorlog die toen losbrandde. Het bracht hem soms in moeilijkheden met de Labourregering, omdat hij verschillende Labourprominenten ervan verdacht Sovjetagenten te zijn.
De vaststelling dat ook binnen MI6 Sovjetspionnen zich hadden genesteld, met Kim Philby en George Blake als de belangrijkste, zou pas na de pensionering van Menzies bekend worden.
Deze infiltratie was, volgens de biograaf van Menzies, Anthony Cave Brown ook gedeeltelijk aan Menzies zelf te wijten omdat hij amateuristisch te werk ging bij het aanwerven van medewerkers.  
In 1952, na drieënveertig jaar dienst in het leger en in de inlichtingendiensten, ging Menzies op pensioen en leefde voortaan teruggetrokken in Bridges Court, Luckington, in het landelijke Wiltshire. 

## Huwelijken
Stewart Menzies trouwde in 1918 met Lady Avice Ela Muriel Sackville, dochter van Gilbert Sackville, 8ste graaf De La Warr en van Lady Muriel Agnes Brassey, dochter van graaf Thomas Brassey. In 1931 verliet ze hem voor een andere man en ze scheidden.
Op 13 december 1932 trouwde hij met Pamela Thetis Garton Beckett) († 13 maart 1951), dochter van Rupert Evelyn Beckett en van Muriel Helen Florence Paget, dochter van Lord Berkeley Charles Sydney Paget. In 1934 werd hun dochter, Fiona, geboren. 
In 1952 trouwde hij met Audrey Clara Lilian Latham (°1899), voor wie het haar vierde huwelijk was. De twee vijftigjarigen bleven elk hun eigen leven leiden, hij in Wiltshire, zij in Essex, maar ze lunchten samen in Londen elke woensdag. 
Hij onderhield ook een langdurige relatie met zijn secretaresse. Hij stelde er een einde aan toen hij met pensioen ging en voor een derde maal trouwde, tot wanhoop van die secretaresse.

## In fictie
- Stewart Menzies werd uitgebeeld in de film The Imitation Game (2014) door de acteur Mark Strong.
- Hij is het hoofdpersonage  in 'The Speedicut Memoirs', gepubliceerd door Christopher Joll.